# Trizoeb
De trizoeb (Oekraïens Тризуб, drietand) is een heraldisch element dat voornamelijk in Oekraïne gebruikt wordt.

## Beschrijving
De vorm van de trizoeb is een bijzondere gestileerde bewerking van een drietand. Typisch is de smalle middelste tand, de bredere tanden aan beide zijden en een voetstuk dat soms driehoekig, soms in de vorm van een ruit gevormd is.
De huidige vorm werd in 1918 door Vassil Kritsjevski ontworpen.

## Geschiedenis

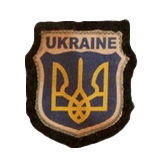
Embleem van het Oekraïense leger

De eerste trizoeben verschenen op munten die door de Kievse Roes geslagen werden. De huidige vorm wordt gevonden op de munten van Vladimir de Heilige (956-1015 n. Chr) en van zijn zoon Jaroslav de Wijze (978-1054 n. Chr). De oorsprong is onduidelijk.
Nadat het symbool lange tijd in onbruik geraakt was, werd het door de Kozakken in de 17de eeuw weer ingevoerd. Sindsdien kreeg het een steeds grotere rol, tot het van 1918 tot 1921 als symbool van de Oekraïense Volksrepubliek gevoerd werd. Tijdens de sovjettijd was het teken verboden. Sinds 1996 is de trizoeb weer het wapen van de Oekraïense staat.
Ook Russische groeperingen hebben het symbool gebruikt, zoals de Bond der Russische Solidaristen, een groep van Russen in ballingschap. Een Italiaanse militaire eenheid, die van de spoorwegpionieren (reggimento genio ferrovieri), draagt de trizoeb eveneens in haar wapen.